# Мидлсекс (округ, Коннектикут)

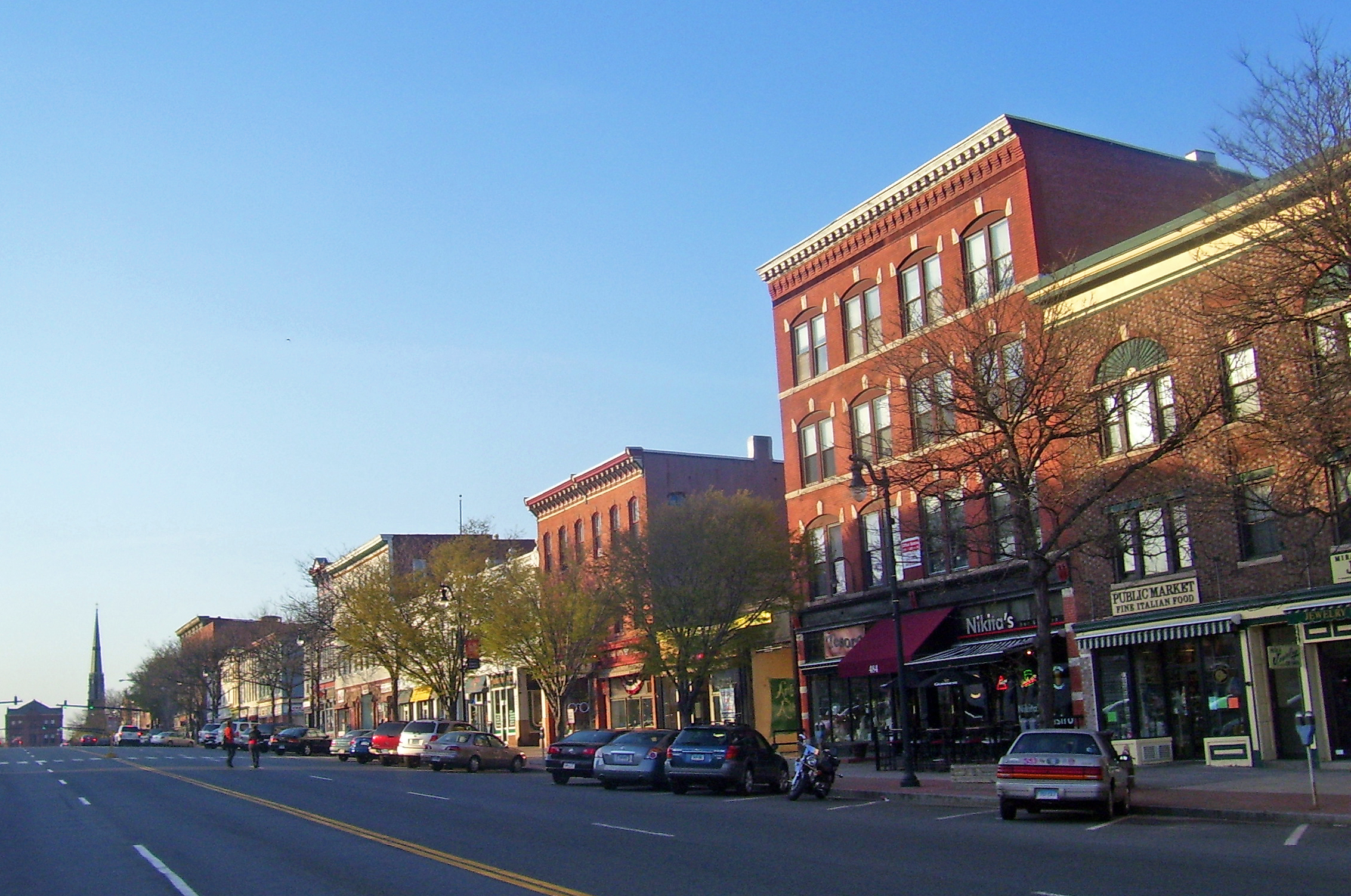

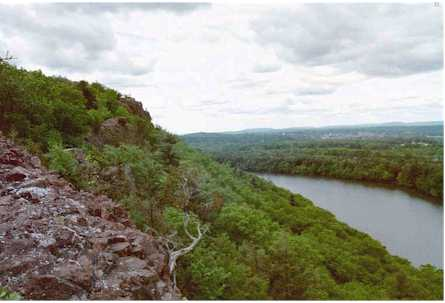

Ми́длсекс (англ. Middlesex County) — округ в США, штат Коннектикут.

## География и история
Округ Мидлсекс находится в штате Коннектикут, у восточного побережья США. Площадь его составляет 1.137 км², из которых 181 км² приходится на водные пространства. Мидлсекс граничит с округами Нью-Хейвен, Хартфорд и Нью-Лондон. Административным центром округа является город Мидделтаун. Другими городами его являются Клинтон, Кромвель, Ист-Хамптон, Ист-Хаддам, Олд-Сэйбрук и Портленд.
Округ Мидлсекс был образован в 1785 году из частей округов Нью-Лондон и Хартфорд.

## Демография
В округе проживает 155 071 человек (на 2000 год). В национально-расовом отношении 91,28 % жителей являются белыми американцами, 4,42 % — негры, 3 % — латиноамериканцы, 1,56 % — выходцы из стран Азии, 0,17 % — индейцы. На каждые 100 женщин здесь приходится 95,1 мужчин. Среднегодовой доход на душу населения составляет 28.251 $. 54,4 % населения состоят в браке. Средний возраст жителей округа — 39 лет. 4,6 % проживающих в округе имеют доходы ниже официального уровня бедности.